# Janko Tipsarević
Janko Tipsarević (Belgrad, 22 de juny de 1984) és un jugador de tennis retirat serbi.
En la seua carrera guanyà quatre títols individuals i un de dobles, va entrar al Top 10 en categoria individual, concretament el 8è lloc (2012), i en dobles va arribar a la 46ena posició. Va formar part dels equips iugoslau i serbi de la Copa Davis i va participar activament en el títol de la Copa Davis 2010. En categoria júnior va guanyar l'Obert d'Austràlia l'any 2001.

## Biografia
Fill de Pavel i Vesna, té un germà anomenat Veljko. Va finalitzar els estudis de direcció esportiva a la Universitat de Belgrad l'any 2006. Parla amb fluència el serbi, l'anglès i el rus. Mentre estava en actiu, va inaugurar l'acadèmia de tennis Tipsarević Tennis Academy a Belgrad el maig de 2013.
Es va casar amb Biljana Sesevic el 4 de juliol de 2010, i van tenir una filla anomenada Emily (2014).

## Carrera
Tipsarević començà a jugar al tennis amb sis anys, i el 1993, amb vuit anys, ja jugava en el New Belgrade Tennis Club amb l'entrenador rus Roman Savochkin.
Com a júnior, Tipsarević guanyà l'Obert d'Austràlia 2001 i arribà als quarts de final del Roland Garros 2001, a més d'acabar com número 2 del rànquing júnior. Eixe mateix any debutà amb l'equip iugoslau de Copa Davis, guanyant tres punts contra Polònia. La següent setmana guanyà el seu primer títol de Futures en la seua ciutat natal, Belgrad. El 2002 guanyà el seu segon títol en Mèxic.
Després de guanyar el seu primer torneig de Challenger en Alemanya, debutà en l'ATP en Indianapolis el 2003; després de guanyar al Serbi Nenad Zimonjić en primera ronda, va caure eliminat davant Ievgueni Kàfelnikov. També debutà en un Grand Slam eixe any, concretament en l'Open dels Estats Units, on després de classificar-se en les rondes prèvies, fou eliminat en primera ronda pel número 20 del rànquing mundial, Mark Philippoussis. A l'any següent, el 2004, feu la seua aparició en Roland Garros i Wimbledon passant les rondes prèvies, però va acabar caient en la primera ronda d'ambdós torneigs. Eixe mateix any tornà a guanyar dos Challenger en individuals i altre més en dobles.
Tipsarević jugà 15 torneigs ATP el 2005, passant del Top 100 per primera vegada. Enguany arribà a la segona ronda en l'Obert d'Austràlia i en Roland Garros. En Austràlia va perdre contra Dominik Hrbaty, al com derrotà posteriorment a París. A més va arribar a tercera ronda en Wimbledon derrotant a Tommy Haas i a Lu Yen-hsun, però perdé contra Thomas Johansson. En dobles guanyà el Challenger de Nàpols al costat de Jiří Vaněk. També en dobles, arribà a quarts de final en Umag al costat de Novak Đoković i en Vietnam al costat de Markos Bagdatís.
Tipsarević acabà 2006 com el número 65 en el rànquing, segon millor tennista serbi després de Novak Đoković. Guanyà quatre Challengers més amb un rècord de 31-8. En el ATP Tour, aconseguí arribar als quarts de final en Nottingham, on va caure davant Robin Söderling. Després d'açò, el 2007 guanyà el Challenger de Zagreb i participà en Roland Garros i Wimbledon, en aquest últim culminà la seua millor actuació en un Grand Slam, arribant a la quarta ronda. Allí caigué contra el valencià Juan Carlos Ferrero en tres sets.

## Palmarès: 5 (4−1)

### Individual: 11 (4−7)
| Llegenda                          |
| --------------------------------- |
| Grand Slams (0−0)                 |
| ATP Finals (0−0)                  |
| ATP World Tour Masters 1000 (0−0) |
| ATP World Tour 500 (0−0)          |
| ATP World Tour 250 (4−7)          |

| Títols per superfície |
| --------------------- |
| Dura (3−4)            |
| Gespa (0−2)           |
| Terra batuda (1−1)    |

| Resultat  | Núm. | Data                 | Torneig                         | Superfície   | Oponent               | Marcador               |
| --------- | ---- | -------------------- | ------------------------------- | ------------ | --------------------- | ---------------------- |
| Finalista | 1.   | 25 d'octubre de 2009 | Moscou, Rússia                  | Dura (i)     | Mikhaïl Iujni         | 7−6(5), 0−6, 4−6       |
| Finalista | 2.   | 19 de juny de 2010   | 's-Hertogenbosch, Països Baixos | Gespa        | Serhí Stakhovski      | 3−6, 0−6               |
| Finalista | 3.   | 27 de febrer de 2011 | Delray Beach, Estats Units      | Dura         | Juan Martín del Potro | 4−6, 4−6               |
| Finalista | 4.   | 18 de juny de 2011   | Eastbourne, Regne Unit          | Gespa        | Andreas Seppi         | 6−7(5), 6−3, 3−5, ret. |
| Guanyador | 1.   | 2 d'octubre de 2011  | Kuala Lumpur, Malàisia          | Dura (i)     | Markos Bagdatís       | 6−4, 7−5               |
| Guanyador | 2.   | 23 d'octubre de 2011 | Moscou                          | Dura (i)     | Viktor Troicki        | 6−4, 6−2               |
| Finalista | 5.   | 30 d'octubre de 2011 | Sant Petersburg, Rússia         | Dura (i)     | Marin Čilić           | 3−6, 6−3, 2−6          |
| Finalista | 6.   | 8 de gener de 2012   | Chennai, Índia                  | Dura         | Milos Raonic          | 7−6(4), 6−7(4), 6−7(4) |
| Guanyador | 3.   | 15 de juliol de 2012 | Stuttgart, Alemanya             | Terra batuda | Juan Mónaco           | 6−4, 5−7, 6−3          |
| Finalista | 7.   | 22 de juliol de 2012 | Gstaad, Suïssa                  | Terra batuda | Thomaz Bellucci       | 7−6(6), 4−6, 2−6       |
| Guanyador | 4.   | 6 de gener de 2013   | Chennai                         | Dura         | Roberto Bautista Agut | 3−6, 6−1, 6−3          |

### Dobles: 4 (1−3)
| Llegenda                          |
| --------------------------------- |
| Grand Slams (0−0)                 |
| ATP Finals (0−0)                  |
| ATP World Tour Masters 1000 (0−1) |
| ATP World Tour 500 (0−0)          |
| ATP World Tour 250 (1−2)          |

| Títols per superfície |
| --------------------- |
| Dura (1−2)            |
| Gespa (0−0)           |
| Terra batuda (0−1)    |

| Resultat  | Núm. | Data                 | Torneig        | Superfície   | Parella        | Oponents                           | Marcador    |
| --------- | ---- | -------------------- | -------------- | ------------ | -------------- | ---------------------------------- | ----------- |
| Finalista | 1.   | 10 de gener de 2010  | Chennai, Índia | Dura (i)     | Lu Yen-hsun    | Marcel Granollers Santiago Ventura | 5−7, 2−6    |
| Finalista | 2.   | 24 d'octubre de 2010 | Moscou, Rússia | Dura (i)     | Viktor Troicki | Igor Kunitsyn Dmitry Tursunov      | 6−7(6), 3−6 |
| Guanyador | 1.   | 8 de gener de 2012   | Chennai        | Dura (i)     | Leander Paes   | Jonathan Erlich Andy Ram           | 6−4, 6−4    |
| Finalista | 3.   | 20 de maig de 201    | Roma, Itàlia   | Terra batuda | Łukasz Kubot   | Marcel Granollers Marc López       | 3−6, 2−6    |

### Equips: 3 (3−0)
| Resultat  | Núm. | Data                      | Torneig                            | Superfície   | Equip                                       | Oponents                                                            | Marcador |
| --------- | ---- | ------------------------- | ---------------------------------- | ------------ | ------------------------------------------- | ------------------------------------------------------------------- | -------- |
| Guanyador | 1.   | 23 de maig de 2009        | Copa del Món, Düsseldorf, Alemanya | Terra batuda | Viktor Troicki Nenad Zimonjić               | Nicolas Kiefer Philipp Kohlschreiber Rainer Schüttler Mischa Zverev | 2−1      |
| Guanyador | 2.   | 3 − 5 de desembre de 2010 | Copa Davis, Belgrad, Sèrbia        | Dura (i)     | Novak Đoković Viktor Troicki Nenad Zimonjić | Arnaud Clément Michaël Llodra Gaël Monfils Gilles Simon             | 3−2      |
| Guanyador | 3.   | 21 de maig de 2012        | Copa del Món, Düsseldorf           | Terra batuda | Miki Janković Viktor Troicki Nenad Zimonjić | Tomáš Berdych František Čermák Radek Štěpánek                       | 3−0      |

## Trajectòria

### Individual
| Open d'Austràlia | A           | A           | A           | Q1  | 2R          | 2R          | 1R          | 3R    | 2R          | 2R          | 2R          | 3R    | 4R          | A           | A           | A    | A           | A           | 1R          | 0 / 10    | 12 − 10   |
| Roland Garros | A           | A           | Q3          | 1R  | 2R          | 1R          | 3R          | 1R    | 3R          | 1R          | 3R          | 4R    | 3R          | A           | A           | 1R   | 1R          | A           | 1R          | 0 / 13    | 12 − 13   |
| Wimbledon | A           | A           | Q2          | 1R  | 3R          | 1R          | 4R          | 4R    | 2R          | 1R          | 1R          | 3R    | 1R          | A           | 1R          | 1R   | 1R          | A           | 2R          | 0 / 14    | 12 − 14   |
| US Open | A           | A           | 1R          | 1R  | 1R          | A           | 2R          | 1R    | 1R          | 3R          | QF          | QF    | 4R          | A           | 1R          | 2R   | 2R          | A           | 1R          | 0 / 14    | 16 − 14   |
| Jocs Olímpics | No celebrat | No celebrat | No celebrat | A   | No celebrat | No celebrat | No celebrat | 2R    | No celebrat | No celebrat | No celebrat | 3R    | No celebrat | No celebrat | No celebrat | A    | No celebrat | No celebrat | No celebrat | 0 / 2     | 3 − 2     |
| ATP World Tour Finals | A           | A           | A           | A   | A           | A           | A           | A     | A           | A           | RR          | RR    | A           | A           | A           | A    | A           | A           | A           | 0 / 2     | 1 − 4     |
| Total Victòries–Derrotes | 2−0         | 1−1         | 5−4         | 5−7 | 11−15       | 10−20       | 19−22       | 26−21 | 30−25       | 25−23       | 54−26       | 57−28 | 20−24       | 0−0         | 3−7         | 8−11 | 5−12        | 0−0         | 7−11        | 288 − 257 | 288 − 257 |
| Rànquing a final d'any | 636         | 203         | 141         | 116 | 138         | 65          | 52          | 49    | 38          | 49          | 9           | 9     | 36          | −           | 406         | 145  | 106         | 609         | 219         |           |           |
| Llegenda: G: Guanyador; F: Finalista; SF: Semifinalista; QF: Quarts de final; Q: Qualificació; A: Absent; RR: Round Robin; NC: No celebrat; |             |             |             |     |             |             |             |       |             |             |             |       |             |             |             |      |             |             |             |           |           |

### Dobles
| Open d'Austràlia | A           | A           | A           | A   | A           | A           | 1R          | 1R  | 1R          | 1R          | 3R          | A    | A           | A           | A           | A   | A           | A           | A           | 0 / 5    | 2 − 5    |
| Roland Garros | A           | A           | A           | A   | A           | 3R          | A           | QF  | A           | A           | 2R          | A    | A           | A           | A           | 1R  | 1R          | A           | QF          | 0 / 6    | 9 − 6    |
| Wimbledon | A           | A           | A           | A   | A           | 1R          | 1R          | 2R  | A           | 3R          | A           | A    | A           | A           | 1R          | 1R  | A           | A           | 1R          | 0 / 7    | 3 − 7    |
| US Open | A           | A           | A           | A   | A           | A           | 1R          | A   | 3R          | 1R          | A           | A    | A           | A           | 1R          | 2R  | 1R          | A           | 1R          | 0 / 7    | 3 − 7    |
| Jocs Olímpics | No celebrat | No celebrat | No celebrat | A   | No celebrat | No celebrat | No celebrat | A   | No celebrat | No celebrat | No celebrat | QF   | No celebrat | No celebrat | No celebrat | A   | No celebrat | No celebrat | No celebrat | 0 / 1    | 2 − 1    |
| Total Victòries–Derrotes | 1−0         | 0−0         | 0−0         | 0−0 | 2−1         | 3−7         | 1−11        | 5−8 | 6−7         | 18−17       | 11−14       | 19−9 | 4−7         | 0−0         | 3−6         | 2−6 | 0−4         | 0−0         | 4−6         | 79 − 103 | 79 − 103 |
| Rànquing a final d'any | −           | 526         | 370         | 240 | 313         | 207         | 463         | 125 | 193         | 70          | 85          | 56   | 237         | −           | 202         | 424 | −           | −           | 187         |          |          |
| Llegenda: G: Guanyador; F: Finalista; SF: Semifinalista; QF: Quarts de final; Q: Qualificació; A: Absent; RR: Round Robin; NC: No celebrat; |             |             |             |     |             |             |             |     |             |             |             |      |             |             |             |     |             |             |             |          |          |